# Cuoiopelli Cappiano Romaiano
Il Cuoiopelli Cappiano Romaiano S.r.l., meglio nota come CuoioCappiano, è stata una società calcistica italiana con sede a Ponte a Cappiano, frazione di Fucecchio, in provincia di Firenze.
Nata nel 2003 a seguito della fusione tra l'Associazione Sportiva Cuoiopelli e la Polisportiva Cappiano Romaiano 1945, si è sciolta nel 2009.
Nella sua breve a storia ha disputato sei campionato professionistici di Serie C2/Lega Pro Seconda Divisione, ottenendo come miglior risultato un sesto posto.
I colori sociali erano il bianco, il rosso e l'azzurro. Disputava le partite di casa allo stadio Libero Masini.

## Storia
Inizialmente la squadra venne fondata col nome di Polisportiva Cappiano Romaiano 1945. Questa nella stagione calcistica 2002-03 raggiunse la promozione in Serie C2, riuscendo a vincere il proprio girone di Serie D.
Nel giugno 2003 il neopromosso Cappiano Romaiano, alla ricerca di un campo di gioco omologato per tale serie, dopo aver giocato i campionati dilettantistici allo stadio "Filippo Corsini" di Fucecchio, e nonché di maggior introiti finanziari, si fuse con l'Associazione Sportiva Cuoiopelli, con sede a Santa Croce sull'Arno, quest'ultima decaduta da anni nel campionato toscano di Eccellenza. Il nuovo sodalizio assunse la denominazione Cuoiopelli Cappiano Romaiano.
La neonata CuoioCappiano giocherà in Serie C2 fino alla stagione 2008-09, anno della retrocessione in Serie D. In seguito, dopo aver effettuato l'iscrizione con la nuova denominazione CuoioValdarno Romaiano F.C., si ritira dalla Serie D a causa di divergenze societarie.
Dalle ceneri della meteora CuoioValdarno nascono due società, l'Associazione Sportiva Dilettantistica Ponte a Cappiano Football Club e l'Unione Calcio Cuoiopelli, ripristinando quindi la situazione precedente la fusione del 2003.

## Colori e simboli

### Colori
I colori del Cuoiopelli Cappiano Romaiano risultavano essere la fusione di quelli dei due precedenti sodalizi, infatti al bianco e al rosso del Cuoioplelli vennero aggiunti il bianco e l'azzurro del Cappiano Romaiano.

### Simboli ufficiali

#### Stemma
Lo stemma della squadra raccoglieva in sé gli stemmi di Santa Croce sull'Arno, ovvero il giglio e nell'altra metà la croce, poi il leone presente nello stemma di Fucecchio e infine il Ponte Mediceo di Ponte a Cappiano.

## Strutture

### Stadio
Il Cuoicappiano ha disputato dal 2003 al 2009 le partite interne allo stadio Libero Masini di Santa Croce sull'Arno, già utilizzato dal Cuoipelli.

### Centro di allenamento
La squadra si allenava allo stadio Mediceo di Ponte a Cappiano.

## Allenatori e presidenti
- 2003-2004  Oliviero Di Stefano
- 2004-2006  Alessandro Pane
- 2006-2007  Oliviero Di Stefano (1ª-11ª)
 Agostino Iacobelli (12ª-34ª)
- 2007-2009  Agostino Iacobelli

- 2003-2006  Paolo Catastini e  Carlo Battini
- 2006-2009  Carlo Battini e  Michele Videtta

## Statistiche e record

### Partecipazione ai campionati

#### Nazionali
| Livello | Categoria                  | Partecipazioni | Debutto   | Ultima stagione | Totale |
| ------- | -------------------------- | -------------- | --------- | --------------- | ------ |
| 4º      | Serie C2                   | 5              | 2003-2004 | 2007-2008       | 6      |
| 4º      | Lega Pro Seconda Divisione | 1              | 2008-2009 | 2008-2009       | 6      |